# Margarete von Brabant (1323–1380)

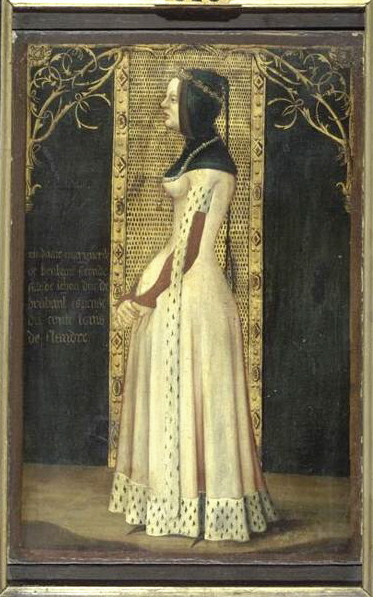
Margarete von Brabant

Margarete von Brabant (auch Margaretha von Brabant; * 9. Februar 1323; † um den 25. April 1380 im Schloss Château-Regnault (in der heutigen französischen Gemeinde Bogny-sur-Meuse)) war eine Gräfin von Flandern.

## Leben
Margarete von Brabant war die zweite Tochter des Herzogs Johann III. von Brabant und der Marie d’Evreux, einer Tochter Ludwigs von Frankreich, Graf von Évreux. 1340 wurde Margarete mit Edward of Woodstock, dem ältesten Sohn des englischen Königs Eduard III., verlobt, doch kam die angepeilte Ehe letztlich nicht zustande. 1345 wurden Verhandlungen  über die Verheiratung Margaretes mit Ludwig von Male, dem Erben der Grafschaften Flandern, Nevers und Rethel, eingeleitet. Der Vater Ludwigs von Male, Graf Ludwig I. von Flandern, erhoffte sich von dieser Eheverbindung Unterstützung der Brabanter zur Niederwerfung der Rebellion in Flandern, während Margaretes Vater nach der Allianz mit Verbündeten Frankreichs strebte und darüber hinaus durch die künftige Ehe seiner Tochter mit Ludwig von Male die Aussicht auf Wiedergewinnung der Herrschaft Mechelen erhielt.
Nach dem Tod seines Vaters in der Schlacht von Crécy (26. August 1346) wurde Ludwig von Male neuer flandrischer Graf. Er heiratete am 1. Juli 1347 Margarete von Brabant, die kein eigenständiges politisches Profil entwickelte. Das einzige überlebende Kind, das aus dieser Beziehung hervorging, war die am 13. April 1350 getaufte Tochter Margarete, die 19 Jahre später den burgundischen Herzog Philipp den Kühnen heiraten sollte.
Die älteste Schwester Margaretes von Brabant, Johanna, wurde 1355 nach dem Tod des Vaters Johann III. als alleinige Erbin Herzogin von Brabant und Limburg. Ludwig von Male akzeptierte diese Regelung nicht, war im folgenden Brabanter Erbfolgekrieg (1356–57) militärisch erfolgreich und setzte durch, dass ihm die Herrschaft Mechelen sowie Antwerpen abgetreten wurden. Margarete konnte sich nun Herrin von Mechelen nennen und bekam auch bedeutende Einkünfte aus den Antwerpener Besitzungen. Das auf Grund des Kriegs angespannte Verhältnis zwischen Flandern und Brabant wurde ab 1367 wieder besser.
Wahrscheinlich weil es zu einem Ehestreit zwischen Margarete und ihrem Gatten wegen dessen Untreue gekommen war, ließ Ludwig von Male Margarete 1371 in dem in der Grafschaft Rethel gelegenen Schloss Château-Regnault einsperren, wo sie 1380 im Alter von 57 Jahren starb. Nach dem Tod Ludwigs von Male (30. Januar 1384) veranstaltete Philipp der Kühne zu Ehren seiner verstorbenen Schwiegereltern am 29. Februar und 1. März 1384 ein feierliches Leichenbegängnis in der Stiftskirche Saint-Pierre in Lille und ließ den dorthin überführten Leichnam Margaretes an der Seite ihres Gatten beisetzen.